# Jermaine Jackson
Pour les articles homonymes, voir Jackson et Jermaine Jackson (homonymie).
Jermaine Jackson, né le 11 décembre 1954 à Gary (Indiana, États-Unis), est un chanteur de rhythm and blues américain, pop, funk, également bassiste, producteur et auteur-compositeur. Il est notamment le frère de Michael Jackson et est le quatrième enfant de la famille Jackson. Il est cochanteur et bassiste à partir de 1964 dans les Jackson Five jusqu'au départ de ses frères du label Motown en 1976. Il réintègre le groupe (devenu les Jacksons) dans les années 1980.
Il entame une carrière de chanteur soliste dès 1972 avec ses premiers succès How That's Love Goes et Daddy's Home pour la maison de disque Motown, sa célébrité s'établissant au début des années 1980 avec Let's Get Serious. Ses chansons connaissent un succès mondial jusqu'en 1989 en obtenant son dernier numéro un au classement R&B avec Don't Take It Personal. L'un de ses plus grands succès est When the Rain Begins to Fall interprété au côté de Pia Zadora, qui devient un hit durant l'hiver 1984-1985.
Conséquemment au départ de ses frères vers une maison concurrente en 1976, il devient un chanteur soliste à part entière chez Motown Records jusqu'en 1983, puis pour Arista Records jusqu'en 1992 enchaînant une douzaine d'albums solo dont le dernier s'appelle I wish you love Jazz Standards qui est sorti durant l'automne 2012 pour World Productions Group. Il devient producteur de musique et directeur artistique de ses propres disques depuis Feel the Fire en 1977 et prend en charge d'autres artistes comme Switch, DeBarge, Syreeta Wright ou Whitney Houston pour laquelle, avec le soutien du président d'Arista Records, Clive Davis, il contribue à ses débuts artistiques dès leur arrivée commune en 1983 dans cette même maison de disque. 
Durant plus de trente ans, dans le monde entier, il participe à de nombreux duos dans divers styles musicaux allant de la pop à la soul ou la country en passant par la house ou du pop rock. Il réalise de nombreuses collaborations artistiques ou des duos avec Whitney Houston, Stevie Wonder, Herbie Hancock, Barry White jusqu'à Jocelyn Brown ou Shy'm, en passant par Edgar Winter ou Rita Coolidge sur les cinq continents.
Le décès de Michael Jackson en 2009 l'amène à entreprendre plusieurs projets à la mémoire de son frère, comme des disques et un livre, tout en poursuivant sa carrière. À partir de juin 2012, il entame avec ses frères une série de concerts nommés Unity Tour puis continue de se produire avec ces derniers.
Habitué des plateaux de télévision depuis 1969, seul ou avec ses frères, il participe à des émissions de variétés du monde entier ainsi qu'aux émissions de télé-réalité musicales telles que Gone Country 2, qui lui permet d'explorer de nouveau la musique country, ou l'émission française À la recherche du nouveau Michael Jackson en 2010.  
En juin 2021, sort sa première biographie. Éditée en anglais chez Publishroom, elle fait connaître l'ensemble de la carrière de l'artiste à travers les interviews d'une trentaine de ses collaborateurs. En sus de sa discographie, le livre dévoile l'intégralité de ses tournées solos, live et promotionnelles.

## Biographie

### Les Jackson Five (1963-1976)
Jermaine La Jaune Jackson naît aux États-Unis à Gary dans l'Indiana. Il est le quatrième enfant de Joseph et de Katherine Jackson, venant après sa sœur Rebbie et ses frères Jackie et Tito. Installée dans la ville industrielle de Gary depuis la fin des années 1940, la famille Jackson vit dans une petite maison composée de deux pièces à l'adresse du 2300 Jackson Street.
La musique est constamment présente dans l'univers familial, durant les années 1940 et 1950 Joseph le père est le chanteur guitariste d'un groupe amateur appelé les Falcons. Un jour, par surprise il remarque le talent de Tito, 8 ans, à la guitare et remarque aussi d'une prédisposition musicale précoce pour Jermaine et les autres frères. La famille et les enfants Jackson ont un goût immodéré pour les chansons de la Motown et de ses tubes devenus très vite des classiques de la musique noire, ceux-ci par l'écoute des stations de radio de la ville de Chicago et de ses environs. De plus, les chansons country que chantent leur mère Katherine ont une influence parmi les enfants, avec des séances de chants dans la salle à manger. Un impact notamment pour Jermaine qui s'en souviendra plus tard en chantant à quelques occasions de la country en 1972 avec la chanson Homeward Bound ou en 2008 dans l'émission Gone Country 2.

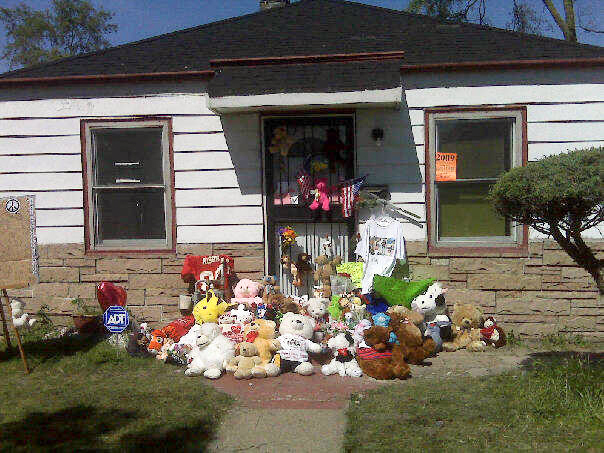
Maison de la famille Jackson au 2300 Jackson Street à Gary dans l'Indiana, États-Unis.

En 1963-1964, Jermaine devient le chanteur principal du groupe avec Tito à la guitare et Jackie au chant. À eux trois, ils apprennent des chansons écoutées à la radio dont notamment les grands standards du moment, formant un trio de chanteurs a cappella et en harmonie, puis un quintet avec leurs cousins Johnny Jackson et Ronnie Rancifer. Petit à petit Joseph forme un premier groupe prénommé The Brothers Jackson Five avec Tito à la guitare, Jermaine au chant et à la basse, puis Jackie toujours au chant accompagnant ses frères, Marlon et Michael remplacent les deux cousins.

L'origine du nom des The Jackson Five vient de Mlle Evelyn Leahy en 1965, la responsable d'un grand magasin de la banlieue de Chicago qui entendit parler des enfants de Joseph et de Katherine. Le souhait de cette responsable était d'avoir un petit spectacle venant de ce groupe pour les besoins de son magasin de vêtements ; au moment d'imprimer le nom du groupe sur des prospectus, Mlle Leahy suggèra : 

« Qu'est-ce que vous pensez des Jackson Five, plutôt, vous savez que ça sonne beaucoup mieux ? »

C'est à partir de ce moment consensuel entre les deux jeunes femmes qu'est né officiellement le nom des Jackson Five, Mlle Leahy fait une demande aux garçons de préparer trois chansons de leur choix pour un défilé de mode pour enfants à Glen Park. Les débuts des cinq frères se déroulent modestement sur une petite scène d'un magasin de vêtements, Jermaine étant le chanteur principal, il interprète Doing The Jerk du groupe The Larks, et joue de la basse sur la guitare de son père, Tito joue de la guitare électrique, Jackie du tambourin, Michael tape sur des bongos et en dernier Marlon exécute des pas de danses devant un public debout.
En 1966, les garçons remportent un concours de talent amateur important localement, au lycée Roosevelt, avec une interprétation de My Girl des Temptations, ce Talent show gagné face à de futurs grands professionnels comme Deniece Williams, qui se fera connaître mondialement par le succès Let's Hear It for the Boy en 1984, ou les futurs membres de Earth, Wind and Fire. De plus les frères Jackson font aussi des sessions d’Amateur Hour avec James Brown, Jackie Wilson, Gladys Knight.
Le groupe entame une série de concours de chants et autres performances dans les salles de spectacle du Regal à Chicago et de l'Apollo de Harlem. Durant cette période Michael est intégré dans le groupe comme chanteur principal, Jermaine devient le cochanteur. Les cinq frères voyagent dans un bus Volkswagen à travers les différents états, de Gary jusqu'à Kansas City et à Saint-Louis dans le Missouri, pour se produire dans de nombreux petits clubs et boîtes de jazz ou de rhythm and blues. L'activité professionnelle devient avec le temps un moyen de subsistance qui améliore nettement les conditions de vie de l'ensemble de la famille Jackson.

En 1967, le groupe remporte un concours de talent amateur dans la légendaire salle de spectacle appelée l'Apollo de Harlem à New York. À la fin de l'année, les Jackson Five font leur premier enregistrement studio pour le label Steeltown avec leur 45 tours Big Boy qui ne reste qu'un modeste succès local. Frankie Crocker, une personnalité populaire des milieux de radio à New York (station WBLS-FM, à Manhattan), lors d'un passage des Jackson Five à l'Apollo Theater de Harlem, parle de Michael, de Jermaine et des frères en ces termes: 

« Les Jackson Five avaient un réel impact musical. C'était une famille de jeune gens agréables à regarder… très professionnels en scène, visuellement remarquables, et leur musique faisait vibrer plus d'une corde chez les jeunes Américains. »

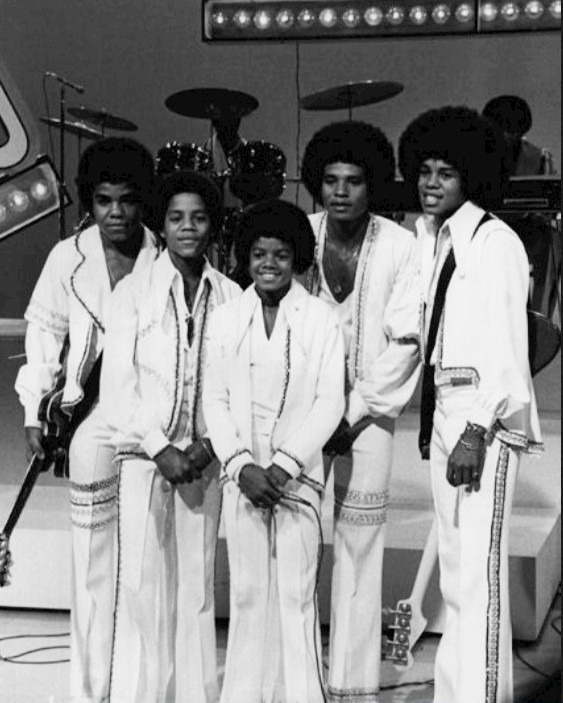
Les Jackson 5 : (de gauche à droite) Tito, Marlon, Michael, Jackie et Jermaine lors du show télévisé The Sonny & Cher Comedy Hour diffusé le 15 septembre 1972 sur CBS Television.

Bobby Taylor and the Vancouvers soutiennent les Jackson Five vis-à-vis de la Motown, la maison de disque n'étant pas encore convaincue du potentiel du groupe. La chance sourit au groupe lors de l'audition de Détroit pendant l'été 1968, une audition filmée en noir et blanc dans laquelle on voit en arrière fond Jermaine à la basse, Jackie, Tito et Marlon qui accompagnent musicalement Michael, chantant et dansant. L'audition est une réussite, Berry Gordy, fondateur et patron de la Tamla Motown, les signe pour un contrat d'exclusivité de huit ans dans sa maison de disque dont le slogan commercial est « Motown : Le son de la jeune Amérique ».
À Los Angeles, en 1968-1969, Diana Ross est intronisée comme la marraine des Jackson Five et Berry Gordy mobilise aussi toute sa production, les musiciens, les auteurs maisons pour parfaire le premier 45 tours I Want You Back et l'album Diana Ross Presents The Jackson 5 qui va suivre, mettant en place une large campagne de publicité pour le groupe. Ravi, Jermaine rencontre ses idoles toutes issues de la Motown telles que Stevie Wonder et Marvin Gaye, ses premières influences.
Dans le contenu de ces albums, Michael est mis le plus souvent au devant que ce soit dans les 45 tours ou sur scène, Jermaine reste discrètement le coleader du groupe dans de nombreuses chansons, ainsi que le bassiste des Jackson Five. La voix de Jermaine est particulièrement notable sur les hits I Want You Back (1969), I'll Be There et The Love You Save (1970), Doctor My Eyes (1972) et Get It Together (1973), Dancing Machine.
De manière plus équilibrée dans des chansons ressemblant à des duos avec Ooh, I'd like to be with you (1973), la face B Touch du 45 tours Get It Together (1973), la reprise des Four Tops Standing in the Shadow of Love (1969), Stand! (1969) ou de l'inédit If I Can't (Nobody Can't).
Cependant, il lui arrive de chanter régulièrement des titres en entier dans chaque album dont, entre autres, (I Know) I'm Losing You en 1969 une reprise des Temptations, I Found That Girl et Have Yourself a Merry Little Christmas les deux en 1970, ou dans Sixteen Candles et She's Good en 1971, puis dans la première partie de I Am Love en 1974, la chanson sentimentale My Cherie Amour composée par Stevie Wonder en 1969 ou la totalité de la chanson Breezy lors du dernier album officiel des Jackson Five : Moving Violation en 1975.
Peu de temps avant la séparation des Jackson Five de la maison de disque Motown en 1976, Jermaine refuse les nouveaux contrats pour CBS négociés par son père-manager et reste à la Tamla Motown. Il dément d'avoir choisi Motown en raison de son statut d'époux d'Hazel Gordy (la fille du président de la Motown) :

« On a dit que ma décision de rester chez Motown m'avait été dictée par mon mariage avec Hazel Gordy, mais ce n'est pas vrai. C'est plutôt une question de loyauté pour moi. Je crois que Motown prenait soin de nous. Ils nous ont dégrossis ; ils nous ont menés de Gary à Hollywood, nous ont appris à parler aux invités des programmes de variétés à la télévision.[...] Mais tout à coup tout devint différent. Motown avait des problèmes : ils réorganisaient leur personnel. D'autre part nos disques ne se vendaient plus aussi bien. Mon père pensa alors qu'il était temps de quitter la société. Il aurait dû se montrer plus proche de Berry Gordy et tenter de débrouiller les choses. Au lieu de cela, mes frères quittèrent Motown. »

Les Jackson Five changent de nom pour devenir The Jacksons, le premier nom étant la propriété de la Motown. Jermaine est remplacé par le cadet des fils Jackson, Randy, qui joue principalement de la percussion et des congas.

### The Jacksons (1984-1990)
Jermaine lance sa carrière solo avec les albums My Name Is Jermaine (1976), Feel the Fire (1977), Frontiers (1978), Let's Get Serious (1980), ses succès artistiques lui permettant de normaliser les relations avec ses frères après la séparation des Jackson Five.

« … Et dès que j'ai commencé à réussir des choses par moi-même et à gagner le respect de mes frères, ils se sont mis à m'appeler et à venir chez moi. Ils ont alors cessé de remettre la question de notre séparation sur le tapis. »

Trois ans plus tard, le 2 février 1979, à l'occasion de l'émission de variétés The Midnight Special, il retrouve dans les coulisses et sur le même plateau télé ses frères, The Jacksons, pour la promotion des hits mondiaux Blame It on the Boogie et Shake Your Body (Down to the Ground). Courtoisement, Michael et ses frères proposent à Jermaine de chanter avec eux la chanson Destiny, la chanson titre de leur album sortie en 1978.
Ces retrouvailles ont inspiré I'm My Brother's Keeper, en français « Je suis le gardien de mon frère », une chanson portée par une orchestration symphonique. Ce titre est la face B du 45 tours Paradise in your eyes sortie début 1982. Il exprime son amour, sa reconnaissance envers ses frères, ainsi que sa souffrance d'être loin d'eux musicalement et de la nostalgie des instants passées au sein des Jackson 5.
C'est lors du vingt-cinquième anniversaire de la Motown que la plus importante entreprise culturelle noire des États-Unis organise le Motown 25th : Yesterday, Today and Forever en 1983, un grand spectacle télévisé qui réunit le temps d'une soirée tous les chanteurs et les groupes prestigieux : Stevie Wonder, Marvin Gaye, The Temptations, Four Tops, Lionel Richie et les Jackson 5 reformés qu'il rejoint pour un soir le temps d'un medley.
À partir de cette soirée Jermaine rejoint The Jacksons sur CBS Records, future Sony Music Entertainment, pour enregistrer le duo Torture avec Michael, initialement destiné à Jackie et Michael. Ce titre est un tube à la fin de l'année 1984.
Michael, entre-temps devenu une star mondiale, fait lui aussi un duo pour l'album de Jermaine sur Dynamite en 1984, avec Tell Me I'm Not Dreamin' (Too Good to Be True), cependant ce titre au fort potentiel commercial ne sera jamais mis en vente sur une face A, c'est-à-dire en titre principal, il restera discrètement sur la face B de Do what you do ou de Dynamite et in fine sera oublié des radios et du public.
En 1989, les Jackson produisent leur dernier album 2300 Jackson Street avec de nombreux producteurs au son new jack swing, le R&B d'alors et populaire dans les ghettos américains, avec Teddy Riley, Gene Griffin, Antonio "L.A." Reid, Kenneth Edmonds qui deviendront des producteurs R&B sollicités dans les années 1990 par divers artistes tels que Mariah Carey, Dido, Madonna, Eric Clapton, Whitney Houston ou Mary J. Blige.
La présence de Jermaine est importante sur neuf des onze chansons en tant que chanteur ou cochanteur, soit avec Tito dans Art Of Madness, soit avec Jackie dans Alright With Me et Play It Up ou soit avec Randy dans Nothin' (Compares 2 U), et il participe à l'écriture de six chansons. Entre autres, il produit la chanson percutante aux accents rocks Maria, avec un solo d'harmonica notable de Lee Oskar du groupe rock américain War. Ce dernier 33 tours des Jackson ne rencontre pas le succès escompté, seulement 500 000 exemplaires vendus et un numéro neuf au Billboard R&B Singles chart pour la familiale 2300 Jackson Street.
Toujours aux côtés de ses frères, il participe depuis le mois de juin 2012 à une série de seize concerts appelée le Unity Tour aux États-Unis et au Canada pour une durée de deux mois. Ils chantent près d'une vingtaine de leurs classiques, ceux des Jackson 5, ceux des Jacksons ou ceux de leur frère disparu par une présence symbolique notamment à travers quelques-uns de ses succès tels que Don't Stop 'Til You Get Enough ou Wanna Be Startin' Somethin'. Durant ce tour de chant, Jermaine chante aussi quelques-uns de ses succès comme Let's Get Serious, Dynamite et Do What You Do.

### Les années Motown & Arista: carrière et succès internationaux (1972-1992)
Sa carrière de chanteur soliste commence en 1972 avec son premier album Jermaine et son premier 45 tours avec That's How Love Goes, suivi ensuite par son premier hit Daddy's Home classé numéro trois dans les charts R&B, numéro neuf dans les charts Pop U.S. et numéro huit aux Pays-Bas.
L'album My Is Jermaine sort en août 1976, et marque le véritable début de sa carrière solo. C'est un 33 tours composé de grands morceaux au tempo entraînant tels que Faithful ou Look Past My Life et de ballades soul langoureuses comme le romantique My Touch Of Madness accompagné par un solo de saxophone, cette chanson est coécrite avec Michael Lovesmith. En arrière-plan vocal de ce 33 tours, la chanteuse soul Thelma Houston y chante en style gospel. Bass Odyssey est dominé par une basse rythmique, l'instrument de prédilection de Jermaine Jackson. Bass Odyssey est la face B du 45 tours disco Let's Be Young Tonight.
Ce sont les albums Feel the Fire en 1977 et Frontiers en 1978 qu'il impose ses premières compositions et s'impose naturellement face aux expérimentés producteurs maison de la Motown. Ses qualités de bassiste déjà connues pendant les concerts des Jackson 5, se confirment dans la continuité avec le titre disco-pop qu'il chante et produit You Need To Be Loved (1977) ou pour le titre funky et rythmique Let It Ride (1978).		
Il participe aussi en tant que bassiste à l'album Try My Love (1978) de la chanteuse gospel Táta Vega, connue pour son interprétation dans La Couleur pourpre (1985) de Steven Spielberg dont la musique du film est composée par Quincy Jones. Elle reçoit son plus grand succès avec deux titres issus de Try My Love avec I Just Keep Thinking About You Baby/Get It Up For Love, atteignant le Top 20 du Billboard's Dance Music charts, et I Just Keep Thinking About You Baby au Billboard R&B charts. Plus tard, le 21 octobre 2003, Jermaine joue de nouveau de la guitare basse pour le concert très gospel Standing on the Rock : Live de Doc McKenzie.
En 1980, sa carrière internationale décolle réellement, il connaît plusieurs succès tels que le slow You're Supposed to Keep Your Love for Me écrite par Stevie Wonder et surtout Let's Get Serious,, le tube funk de l'été qui le lance en tête des hit-parades R&B, radios et des clubs du monde entier, avec une participation vocale remarquée de Stevie Wonder. Let's Get Serious s'écoulera avec plus de deux millions de 45 tours vendus dans le monde. L'album Let's Get Serious est salué par ses pairs notamment avec une nomination pour la chanson éponyme aux Grammy Awards dans la catégorie de la meilleure performance vocale masculine en rhythm & blues pour l'année 1981.
À la fin de l'année 1980, il sort l'un de ses 33 tours les plus consistants sous le nom Jermaine, une galette entièrement produite par lui-même, avec la présence du renommé musicien de jazz Herbie Hancock qui joue à cette époque de son instrument préféré : le synthétiseur. Le chanteur étend sa palette en jouant en plus de la basse, du piano, du piano électrique à travers une Fender Rhodes, de la guitare et des percussions. Parmi ses choristes, il y a ses découvertes comme le groupe Switch et Bobby DeBarge. Cet album atteint le Top 20 dans le classement R&B et la quarante-quatrième place dans le classement pop. L'une des chansons de l'album Jermaine You Like Me, Don't You? sera récompensé du Prix d'Or (Gold Prize) lors du festival musical de Tokyo en mars 1981.
Son succès perdura les années suivantes par sa collaboration remarquée avec le groupe new wave nommé Devo, avec son succès électro-funk Let Me Tickle Your Fancy, pendant l'été 1982, son dernier tube à la Motown.
Libéré de ses engagements de chez Motown en 1983, il démarre une longue collaboration avec Clive Davis le président d'Arista Records. Un nouveau souffle qui lui permet d'étendre sa carrière, de faire son premier clip vidéo avec Sweetest, Sweetest, de développer des chansons et la production d'une nouvelle artiste comme Whitney Houston. Son arrivée chez Arista est l'occasion de complètement percer en Europe par son duo avec la chanteuse Pia Zadora pour When the Rain Begins to Fall à la fin de l'année 1984. Ce méga-hit reste à ce jour son plus grand succès en France et en Europe avec un numéro un dans les différents classements du Top 50 européen.
Auparavant, il y a aussi la participation avec Michael, dans les chœurs du titre Somebody's Watching Me, chanté par Rockwell, alias Kenneth Gordy le fils de Berry Gordy, la chanson devient aussi un numéro un dans le monde entier durant le printemps 1984.
Dans la liste de ses succès, il y a aussi la ballade Do What You Do au printemps et Dynamite, à la fin de l'été 1985, tous les deux classés dans le Top 50 français, et d'autres moins connus comme le rythmé et enthousiasme Sweetest, Sweetest en septembre-novembre 1984, bénéficiant d'une large diffusion en radio et en télévision en France ou aussi avec I Think It's Love, coécrit par Stevie Wonder, au printemps 1986 sur la bande FM.
À l'image de Michael et de Janet, les années 1980 sont riches en tubes pour le troisième des frères Jackson, cette décennie se finit comme elle avait démarré, c'est-à-dire par un numéro un dans les classements américains au Billboard R&B avec le slow rythmé Don't Take It Personal, en 1989. En tant que chanteur soliste, la boucle est bouclée pour ces années 1980-1989.
En 1991, il enregistre You said, un CD aux sonorités new jack swing, produit par Babyface qu'il retrouve dans la maison de disque La Face Records, une filiale d'Arista, avec les CD singles suivants : You Said You Said, You Dream You Dream et le polémique Word to the Badd! en duo avec T-Boz.
En 1992, il participe à la mini-série de téléfilms dans sa production The Jacksons : An American Dream. Des téléfilms racontant l'histoire de la famille Jackson et des Jacksons 5 dès leurs débuts jusqu'au Victory Tour et du bouleversement musical que propage Michael Jackson avec l'album Thriller. De cette production télévisuelle sort fin 1992 un album appelé The Jacksons: An American Dream (Soundtrack Album) émaillé de classiques des Jackson 5 avec des titres en studio, en live et avec le premier enregistrement sur disque de ses neveux les 3T, la mini-série est un succès d'audience à la télévision, Jermaine chante notamment The Dream Goes On qui est l'une de ses dernières chansons enregistrées au nom de Jackson jusqu'à la sortie de I Wish You L.O.V.E. Jazz Standards en novembre 2012.

### Producteur de musique & direction artistique
En 1978, c'est en portant la casquette de directeur artistique qu'il s'implique aussi dans le processus de création d'un album autre que les siens, c'est-à-dire, en matière de productions, d'arrangements, de compositions, d'écriture de chansons et en tant que musicien bassiste, batteur et percussionniste. C'est au sein de la Gordy Records, une filiale de la mythique Motown, que sont découverts quelques artistes comme Stephanie Mills, par lui et sa compagne Hazel Jackson en 1975, ou plus tard les frères DeBarges dans les années 1970 qui portent sur scène le nom du groupe DeBarge, un groupe qui devient populaire dans les années 1980 avec le succès mondial Rhythm of the Night en 1985.
De plus, d'autres membres de cette même famille tels que Bobby DeBarge, Tommy DeBarge font partie de l'aventure du groupe Switch, les parrainant pendant cinq ans avec les 33 tours Switch (1978), Switch II, (1979), Reaching For Tomorrow (1980) et avec Switch V (1981), réalisant notamment des hits disco-funks tels que le très entraînant The Best Beat in Town et les ballades I Call Your Name ou I Wanna Be Closer.
En 1983, il récidive avec Syreeta Wright en produisant l'album Spell, dont deux titres coécrits : Freddie Um Ready (avec Syreeta Wright) et One Love Touches Your Life (avec Elliot Willensky), tout en participant vocalement dans les romantiques et touchants One Love Touches Your Life (en featuring) et To Know (dans les chœurs) ; To Know est un classique de la Motown composé par l'équipe The Corporation avec Fonce Mizell, Deke Richards, Freddie Perren et Berry Gordy. Il s'occupe des arrangements sur le plan rythmique de Freedom, de Freddie Um Ready et de One Love Touches Your Life.
Il produit avec habileté des artistes aux profils musicaux différents tels que le chanteur jamaïcain Carlton Dinnall en 1980 toujours pour la Gordy Records, l'artiste de Jamaïque travaillera avec lui durant l'album Let Me Tickle Your Fancy.
Il prend en main aussi la production du groupe R&B en vogue de l'année 1987 : The Boys Next Door avec la diva et la chanteuse principale du groupe Tyler Collins pour son éphémère maison de disque Work records (Worldwide Organised Record Kompany) sous la licence de la maison de disque A&M, et Mendy Lee en 1990 qu'il coproduit avec son père pour les disques Jacksons Records.

### Le roi des duos (1982-2011)
En se prêtant à des duos célèbres avec Pia Zadora ou Michael Jackson, Jermaine fait preuve de dextérité passant occasionnellement dans les genres folk, country, soft rock, avec des duos tels que celui de la chanteuse folk Theresa Rhodes sur le pop-rock Save Tomorrow (1995), une chanson qu'il entend d'abord chanter par Theresa elle-même en 1993, il apprécie la chanson et la portée positive de son message. Tout naturellement, il lui propose de l'enregistrer avec elle. Le single sort en Europe en 1995, avec une vidéo et une tournée en Allemagne afin de promouvoir le titre, avec une série de treize émissions de télévision et des interviews sur douze stations de radio. La chanson atteint la huitième place au classement des hit-parades de la radio de Berlin.
L'une de ses premières tentatives dans le style de chansons à deux, et ce depuis les Jackson 5, est auprès de la chanteuse soul Syreeta Wright, une artiste Motown de l'une de ses productions, avec You Belong To Me dans l'album Let Me Tickle Your Fancy (1982). Dix ans plus tard, dans le cadre de la mini-série The Jacksons : An American Dream, il chante de nouveau en duo avec elle le délicat Stay With Love,, qui fait partie de ses meilleurs duos en matière d'interprétation. Après Syreeta, il continue dans cet exercice de duo dans un autre genre auprès de la célèbre chanteuse américaine pop, rock, jazz, country, récompensée aux Grammy award, Rita Coolidge, reprenant tous les deux la ballade pop rock du rockeur américain Bob Seger We've got tonight en octobre 1983. Cependant, il fait partie avec Cissy Houston des rares artistes qui ont fait autant de duos avec The Voice : Whitney Houston.
Il entreprend la direction artistique de quelques titres de Whitney Houston pour le même label Arista Records, par une série de duo dont les deux premiers sont Take Good Care of My Heart et Nobody Loves Me Like You Do (1985) lors du premier album solo de Houston appelé tout simplement Whitney Houston (1985). Le chanteur produit un troisième titre, Shock Me (1985) pour le compte du film dramatique Perfect avec John Travolta et Jamie Lee Curtis dans les premiers rôles. Il partage un quatrième morceau avec le nommé If You Say My Eyes Are Beautiful (1986) dans le cadre de son onzième album solo : Precious Moments. Dans son livre semi-autobiographique You are not alone, Jermaine parle de trois chansons inédites supplémentaires faites en duo, de Someone for me, puis de Sweetest, Sweetest qui n'ira pas sous la forme d'un duo dans son premier album chez Arista et de Don't look any further, ce dernier ira au chanteur des Temptations, à la voix grave et puissante, Dennis Edwards et à la chanteuse R&B-Pop Siedah Garrett, un titre qui deviendra un classique des années 1980.
Durant plusieurs années, l'ex-chanteur des Jackson 5 se spécialise fréquemment dans les tandems musicaux tels qu'avec le blues-rockeur d'origine texane Edgar Winter dans l'album Real Deal (1996), dans la maison de disque Intersound/P.E.R Records, par l'original duo The Real Deal, avec la présence du guitariste Steve Farris, membre du groupe pop-rock américain des 80's appelé Mr. Mister. Une chanson aussi avec la discrète chanteuse La La pour les albums Summer Olympic Album (1988) et Don't Take It Personal (1989) avec le même titre Rise To The Occasion. Un autre titre avec Alicia Michelle « Miki » Howard, une interprète américaine de R&B et jazz, pour Make It Easy On Love en 1989 toujours dans le même album Don't Take It Personal.
La chanteuse soul-funk Jocelyn Brown et Jermaine sont de la partie avec la reprise du titre clef du film Dirty Dancing (1987) avec The Time Of My Life en présence de musiciens classiques de l'Orchestre philharmonique royal (The Royal Philharmonic Orchestra) pour l'altruiste album Over the Rainbow (2007) sur le label Show Tunes, en aide à une association pour les enfants hospitalisés au Royaume-Uni.
À l'heure de la globalisation, par le hasard des rencontres et des projets musicaux, il assure des tandems musicaux dans les quatre coins du monde, auprès de Melissa, surnommée dans son pays « la Madonna vénézuélienne », avec une partition vocale 100 % espagnole, le slow Confesiones en 1986 pour la maison de disque Telediscos Mexico. Une autre partition jouée avec la chanteuse marocaine Sofia Marikh, une ancienne pensionnaire de la version arabe de Star Academy, pour le titre pop My First en 2011 du label Music Video, qui est une variation d'un classique et d'un succès disco-soul des années 1970 You're The First, The Last, My Everything du chanteur à la voix basse Barry White, un bon ami de Jermaine.
Parmi ses dernières collaborations en France et en Inde, respectivement avec Shy'm et Adnan Sami, les deux artistes proposent des chansons totalement différentes l'une de l'autre. La première est une rencontre sur le plateau de l'émission Champs-Élysées avec la chanteuse française pour une reprise remixée aux sons actuels de When The Rain Begins To Fall en mars 2011. Le second, est une rencontre avec la vedette de la chanson et du cinéma indien, les deux hommes se partagent la chanson Let's Go To Mumbai City (2009), sur le label indien T-Series/Divya Khosla Kumar, pour l'album Ek Ladki Deewani Si, dont le clip titre de la chanson est tourné dans les rues, la gare et au milieu de la population de la grande ville de Bombay. L'aîné de Michael se prête à une petite chorégraphie avec son comparse du jour sur les toits de la mégalopole.
En plus de ses nombreux duos, le chanteur est invité à poser sa voix parmi de nombreux disques, pour DealZ, fils de Jackie jackson, sur le titre That’s How I Feel en février 2011 sur le label Siggy Music de son frère aîné Jackie, ainsi que pour l'une des légendes de la musique noire comme Barry White dans son album Just for you en 1992 sur Island/Mercury, pour le compositeur de musique de série télévisée Jay Gruska dans Wich One Of Us Is Me (1984) à la Warner Bros ou dans Every Little Thing (2010) d'Howard Johnson sur le label KD cosmic music et récemment pour une reprise de This Is It (2011) avec le chanteur indien Sonu Nigam chez Universal music.

### Apparitions séries-films et B.O.F. pour le cinéma (1975-1988)
Acteur à de très rares occasions, il l'est essentiellement dans ses clips, dans Do What You Do en jouant le rôle d'un gangster, dans Dynamite en jouant le rôle d'un évadé de prison et dans un second petit rôle dans le film de science-fiction musicale Voyage of the Rock Aliens dans le rôle de Rain avec comme principaux acteurs Pia Zadora et Craig Sheffer de Et au milieu coule une rivière et de la série télévisée Les Frères Scott. Le film de James Fargo et de Bob Giraldi est immédiatement zappé au profit du méga-hit de l'année 1984 When the Rain Begins to Fall, ce tube n'a rien pu faire pour les Rock Aliens et de son film atypique dans les salles obscures. Il fait une apparition en guest star dans la série américaine Drôle de vie (The Facts of Life), série dérivée d'Arnold et Willy, dans l'épisode 15 nommé Question de Chance (Starstruck) de la troisième saison en 1981-1982, avec un Jermaine qui est le sujet d'obsession de Tootie, jouée par Kim Fields, l'une des étudiantes de l'école de jeunes filles tenue par la gouvernante madame Garrett jouée par Charlotte Rae.
Et une autre apparition pour la série dramatique As the World Turns (Cinderella Concert), Jermaine et Whitney se prêtent au duo romantique Nobody Loves Me Like You Do, lors de l'épisode numéro 5080, diffusé le 1er août 1984 une chanson présente dans la scène de mariage entre Meg Ryan et Frank Runyeon respectivement dans les rôles de Betsy et de Steve. C'est finalement en tant que Jermaine Jackson lui-même que le chanteur fait une apparition dans Longshot (2001) de Lionel C. Martin avec Hunter Tylo, Paul Sorvino et les pops stars Justin Timberlake, Britney Spears.
Hollywood et les producteurs de films font appel à de multiples reprises aux services de Jermaine, devenu dans les années 1980 un chanteur d'envergure internationale, notamment reconnu dans le monde entier pour ses succès ou pour ceux de son célèbre frère. C'est à partir de 1984 et de l'énorme réussite qui accompagna la famille Jackson avec Michael, Janet, Jermaine et The Jacksons, faire un disque, un clip et par extension un film portant le nom de Jackson est une idée qui commença à prendre une résonance particulièrement positive dans l'industrie du spectacle alors en pleine mutation avec l'émergence des vidéoclips durant ces années. Un Jackson pour un projet de film, et ce peu importe la qualité du film, est le précurseur de potentiel succès sur grand écran ou dans les charts.
Jermaine, à l'instar des participants de bandes originales comme La Fièvre du samedi soir (Saturday's Night Fever) en 1977, participe activement à des bandes originales de films en proposant régulièrement des chansons, comme pour le long métrage devenu un classique Mahogany, (1975) avec la présence de Diana Ross dans le rôle principal et parmi les titres de la B.O. les collectors Erucu et She’s The Ideal Girl, les deux titres sont composés par Jermaine et restent encore en 2012 des inédits sur compact disc.
Le titre Bass Odyssey (1976) retrouve un second souffle quatre ans plus tard dans la comédie L'amour à Quatre Mains (Loving couples) sortie le 24 octobre 1980, habillée de star hollywoodienne, Shirley MacLaine, James Coburn et Susan Sarandon.
Par la suite, il y a Perfect (1985) de James Bridges incluant deux morceaux Closest Thing To Perfect, Shock Me et une année plus tard avec la comédie romantique À Propos d'Hier Soir (About last night) incluant le titre Words Into Action, chez EMI Records, un long métrage composé de jeunes acteurs prometteurs, Rob Lowe, Demi Moore et Elizabeth Perkins. Plus discrètement, il fait partie aussi de la bande originale du célèbre film Le Flic de Beverly Hills 2 (1987), pour MCA Records, avec la star no 1 au box-office Eddie Murphy en premier plan. Jermaine chante All Revved Up produit par le célèbre producteur de musique des années 1970 et faiseur de tubes Giorgio Moroder. Le long métrage Maximum Potential (1987) bénéficie de sa participation avec Do You Remember Me ? déjà présente dans son album de 1986 Precious Moments, cependant ce film porté par l'acteur montant à Hollywood le Suédois Dolph Lundgren, il joue Ivan Drago dans le blockbuster Rocky 4, ne connaît pas la même issue que les précédents films cités ci-dessus. De plus, Maximum Potential permet à Quentin Tarantino et à Roger Avary de travailler pour la première fois comme assistants de production pour un film de cinéma, au bout du compte cette production ne sortira qu'en cassette vidéo VHS.
En 1988, Jermaine chante Clean Up Your Act pour Arista, pour le film I’m Gonna Git You Sucka une parodie des films Blaxploitations de Keenen Ivory Wayans. Malgré la présence de la légende soul Isaac Hayes ou de la star télé Antonio Fargas et du débutant d'alors Chris Rock, ce film reste dans les oubliettes de l'histoire du cinéma. Malgré l'absence totale de visibilité ou d'écoute sur grand écran ou sur VHS, ce titre se retrouve finalement sur la face B du tube R&B Don't Take It Personal en 1989.

### L'après Arista: duos et projets divers (1995-2013)
La fin des années 1990 et celles des années 2000 se passent à la vitesse inférieure dans ses projets de disques. Après son départ de chez Arista Records, il privilégie les aventures musicales sous des labels indépendants.
Il ne sort pas un seul album jusqu'à 2012, ne participant qu'à une dizaine de projets CD singles, le plus souvent des duos, tels que Save Tomorrow (1995) avec Theresa Rhodes pour le label allemand Dusty Records, I'm Feeling Good (1996) avec Lydia dont le titre est remixé trois ans plus tard de façon house par Laurent Wolf, Stéphane Belolo ou même le chanteur Matthieu Chedid dit -M- à la guitare pour le MC Guitar Mix sur les platines, ceci pour le compte du label indépendant Full Space Music. En 2000, de façon plus confidentielle, il sort un CD single Strange What (Desire Can Do) à tirage limité, mis en œuvre par le Français Stéphane Matteo, toujours pour le même label de Full Space Music.

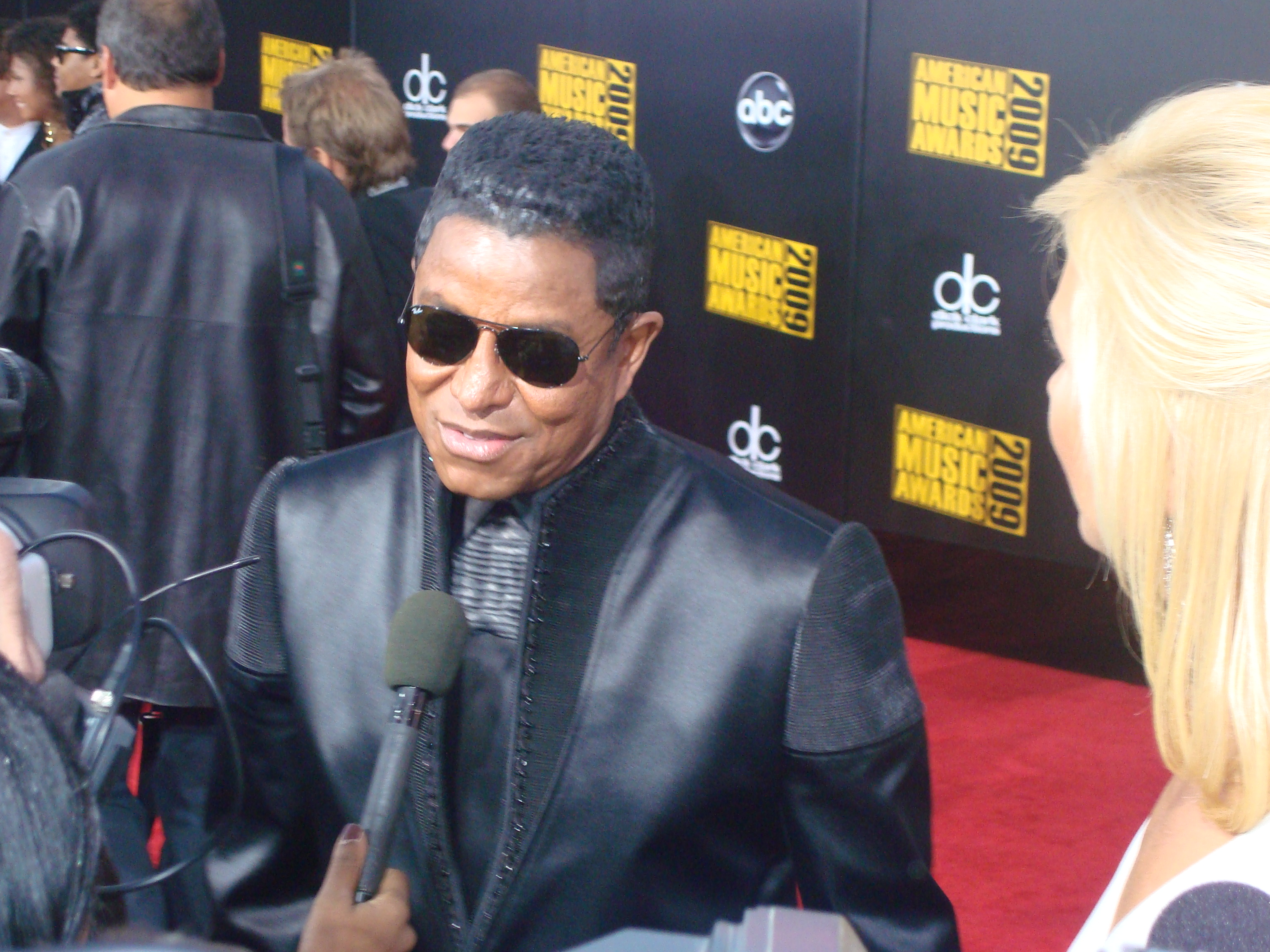
Jermaine Jackson sur le tapis rouge des « American Music Awards », le 22 novembre 2009.

En 2001, il sort le single pour le label allemand AW Music Entertainment, Through Your Eyes, un titre pop dance rythmé, produit dans les renommés studios Dinemec à Genève. Toujours durant l'année 2001, il reprend en version pop dance Save Tomorrow celle-ci uniquement en solo en une version radio edit et interprète Indifference chantée et composée six ans plus tôt par Theresa Rhodes. Des titres produit par Gareth Cousins qui a notamment travaillé avec les rockstars : Sting, Roger Daltrey, Elvis Costello, Phil Collins… En juin 2008, il a le projet de faire un nouvel album solo, ceci seize ans après You Said, et une musique de film avec la collaboration du musicien John Barry, célèbre compositeur des bandes originales des films James Bond, aux studios d'enregistrement Dinemec, des projets de disques qui n'auront pas de suite.
Les années 1990 et 2000 sont le temps des reprises et de sampling, à l'instar du CD avec l'orchestre de cuivres originaire de La Nouvelle-Orléans appelé Rebirth Brass Band reprenant Feelin' Free, un titre composé en 1980 par Hazel Gordy-Jackson, Jermaine Jackson et Maureen Bailey dans le cadre de l'album Rebirth of New Orleans le 12 avril 2011 pour la maison de disque Basin Street Records.
De plus, les chansons de Jackson telles que My Touch of Madness (1976) et Daddy's Home sont respectivement reprises dans les B.O. des films suivants : Jackie Brown en 1997 avec dans les principaux rôles Pam Grier, Samuel L. Jackson ou Robert De Niro et Baby Boy de John Singleton en 2001.
En 2004, De La Soul, réputé groupe de Hip-hop, reprend et échantillonne l'une des chansons écrites par Jermaine pour le groupe Switch avec A Brighter Tomorrow (1980) pour un rap appelé The Future lors de leur dernier opus The Grind Date estampillé du parental advisory pour le contenu de certains textes.
Parmi ses dernières collaborations, il y a ceux d'Al Walser et en invité les MJ All Stars. Le premier cité est un DJ suisse électro-house-dance, il s'est vu décerner en 2005 un prix européen pour ses réalisations culturelles dans l'industrie musicale par l'Institut Economique Européen. Le titre Living Your Dream (A Michael Jackson Tribute Song For Children Charity) s'agit d'un disque hommage à Michael Jackson pour les enfants défavorisés réalisé par le label Zoom!.
C'est à Cannes, le 22 janvier 2011, lors de la remise d'un prix lors des NRJ Music Awards à la chanteuse pop française Jenifer que Jermaine Jackson fait la rencontre d'un producteur français qui lui propose de faire la reprise du hits disco Blame It on the Boogie de fin 1978-début 1979. L'idée du projet convainc le bassiste de chanter pour la première fois ce classique des Jacksons et de se prêter à un autre genre musical par ce son house-disco typique de la décennie 2010.
Pour cet enregistrement commercialisé en janvier 2012, il s'est entouré d’une équipe d’arrangeurs, de musiciens français et il a enregistré le titre dans un studio parisien.
Pendant cette même période, on retrouve sur YouTube un titre inédit The First Time You Love (2011), produit par Dennis Ross, III Music & Adrianne Johnson Ross Publishing,, c'est la première fois depuis près de dix ans qu'il propose de nouveau au public une chanson en solo.
En avril 2012, Jermaine fait la rencontre du producteur et chanteur d'opéra français David Serero. Ce dernier lui écrit un spectacle musical adapté de son livre semi-autobiographique You Are Not Alone. Serero convainc Jermaine Jackson d'enregistrer un album intitulé I Wish You L.O.V.E. Jazz Standards, un album composé de standards de Jazz sur lequel il chante également avec lui en duo, et produit pour lui une tournée en France composée de huit dates début 2013. Le spectacle, qui ne bénéficie que d'un budget réduit, n'attire qu'un public clairsemé, et la tournée française, dont la dernière étape à Lille est annulée, s'achève sur des polémiques entre Jermaine Jackson et David Serero. Une autre tournée en France, prévue en février 2013 avec ses frères, est annulée pour cause de réservations insuffisantes,,.
En 2014, Jermaine Jackson et David Serero sortent la video de leur spectacle You Are Not Alone ainsi que l'enregistrement Live sur le label David Serero Productions,.

## Participations à des émissions de télévision

### Grands shows TV (1969-2011)
Entre la télévision et Jermaine, c'est une longue histoire qui débute avec ses frères en 1969, par les deux plus importantes émissions de variétés qui lancent sur orbite la carrière discographique des Jackson Five avec beaucoup de réussite, la première d'entre elles est The Hollywood Palace le 18 octobre 1969, dans laquelle Diana Ross présente alors Michael Jackson et les Jackson 5, et quelques jours plus tard dans le Ed Sullivan Show en 1969 présenté par le respecté Ed Sullivan, avec des prestations scéniques qui restent inscrites comme l'un des plus grands moments de l'histoire du groupe, avec le succès I Want You Back et surtout Who's Lovin' You avec une interprétation soignée blues et soul de Michael.

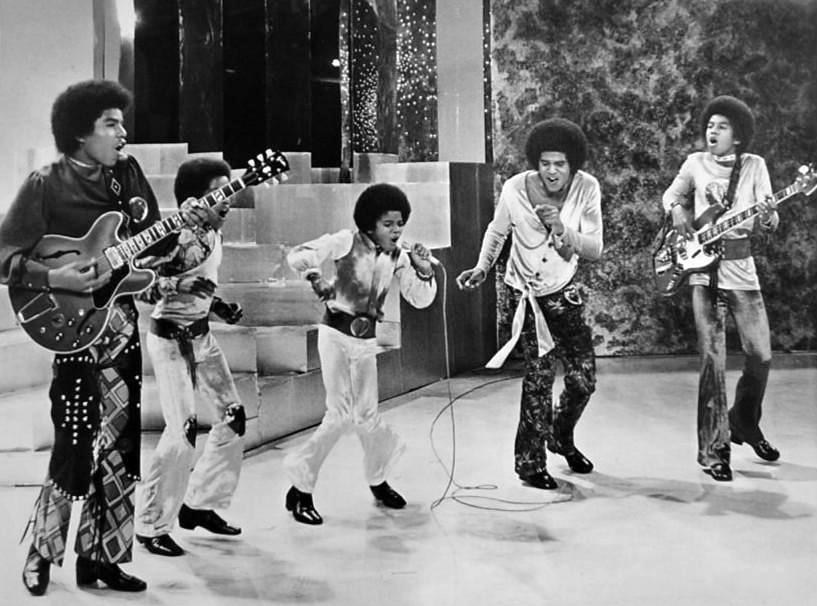
Jermaine (16 ans) jouant de la guitare basse (premier à partir de la droite) avec les Jackson 5 pour le titre Feelin' Alright lors de l'émission de télévision Diana!, le 18 avril 1971 sur ABC Television.

 Les cinq frères font tous les grands shows télés, parmi lesquelles les populaires Bandstand dans les années 1970 et 1980 avec l'éternel adolescent Dick Clark, ou ailleurs dans le The Jim Nabors Hour en 1970-1971 interprétant des chansons comme Let It Be des Beatles et une série de sketchs présentés par l'acteur et chanteur Jim Nabors.
Le comédien Flip Wilson, dans ses émissions comiques dans le Flip Wilson Show, reçoit les cinq Jackson  le 4 novembre 1971, les jeunes hommes chantent notamment Never Can Say Goodbye tout en participant à l'un de ses sketchs. Près d'une année plus tard, le 19 octobre 1972, toujours pour le Flip Wilson Show, Jermaine et Michael chantent avec aisance Ain't Nothing Like the Real Thing, une reprise d'un classique écrit en 1968 par Ashford & Simpson à l'origine destiné au couple Marvin Gaye et Tammi Terrell.
Il y a des spéciales comme Diana! le 18 avril 1971, Jermaine et ses frères sont mis en avant avec des titres comme Feelin' Alright avec Diana Ross et The Love You Save ou comme le show télé Goin' Back to Indiana le 19 septembre 1971, avec le très populaire acteur Bill Cosby, des comiques et de la vedette de Football américain Roosevelt « Rosey » Grier, apprécié par les frères Jackson. Les jeunes gens interprètent notamment l'un des grands succès de l'année 1970, le militant Stand! de Sly and the Family Stone et plusieurs titres en concert. Le Goin' Back to Indiana TV show  est une émission 100 % Jackson pour laquelle la Tamla Motown produit un album du même nom avec les chansons et les extraits de l'émission du 29 septembre 1971.
Régulièrement, il est invité avec ses frères dans les émissions populaires de Sonny Bono auprès de sa compagne Cher dans The Sonny and Cher Comedy Hour et dans The Sonny Comedy Revue entre 1972 et 1974, ou dans The Sonny and Cher Show, néanmoins il fait l'une de ses dernières prestations auprès des Jackson 5 dans l'émission Cher avec le titre Dancing Machine.

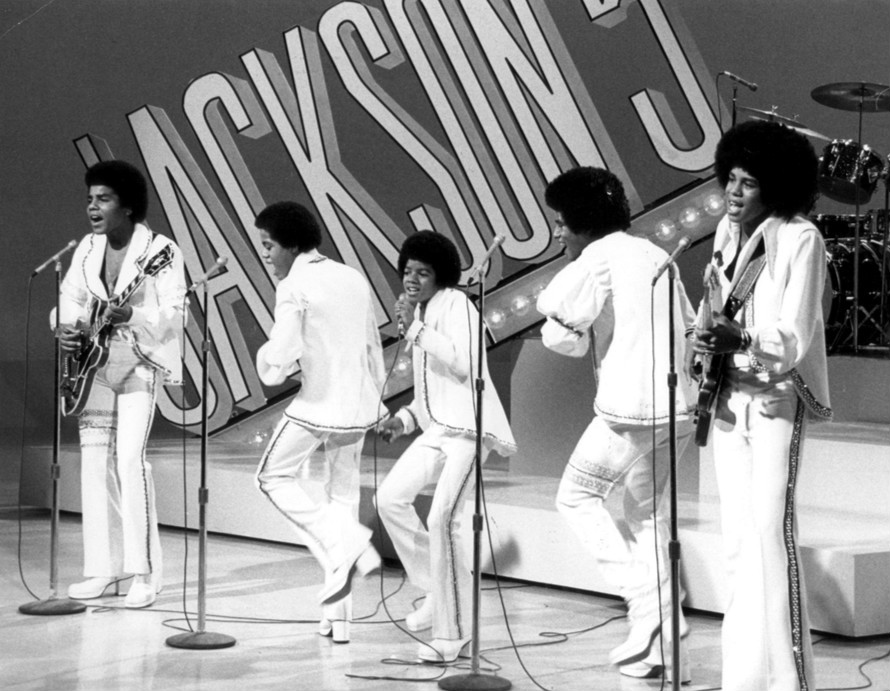
Jermaine (17 ans et demi) jouant de la guitare basse (premier à partir de la droite) avec les Jackson Five pour le titre Lookin' Through the Windows lors du show télévisé The Sonny & Cher Comedy Hour diffusé le 15 septembre 1972 sur CBS Television.

 C'est en chanteur soliste, dans le Midnight Special Show qu'il est invité avec un groupe de musiciens à promouvoir son nouvel album solo My Name Is Jermaine avec Diana Ross pour une soirée de musique en 1976. Il présente durant cette soirée, trois chansons live Let’s Be Young Tonight, ou My touch of Madness et l'instrumental Bass Odyssey.
Le 20 juin 1980, toujours pour le Midnight Special, il vient en invité principal avec le numéro un du moment : Let's Get Serious. Il participe à d'autres grandes émissions comme le légendaire Soul Train tant en groupe le 3 novembre 1973 avec Get It Together, ou en tant que chanteur soliste le 24 mai 1980 toujours pour Let's Get Serious, ou le 9 décembre 1989 pour Don't Take It Personal en première place alors dans le classement R&B.
De l'émission culte anglaise des années 1970 et 1980 appelée Top of the Pops dans laquelle il participe le 7 mars 1985 avec ses succès internationaux du moment et de l'émission The Phil Donahue Show avec ses frères le 10 novembre 1989 pour l'album 2300 Jackson Street, en passant par l'émission de variétés Solid Gold en 1985 avec un duo en direct auprès de Marilyn McCoo, chanteuse du groupe soul-pop The 5th Dimension, l'ensemble de ces émissions permettent à Jermaine de s'installer dans l'œil des téléspectateurs américains ou mondiaux comme un habitué des plateaux de télévisions.
Le chanteur interprète en direct lors du 80e anniversaire du grand homme Nelson Mandela, prix Nobel de la paix 1993, pour un concert en Afrique du Sud avec un duo Free at Last (en français « Libre enfin ») au côté de John Pretorius en juillet 1998. Cinq ans plus tard, le 19 mai 2003, il chante en direct Let’s start right now, un titre composé par Roxanne Seeman, Cristovao Bastos et Abel Silva, dans le talk show américain The View.
En France, il fait plusieurs émissions au cours de ces trente dernières années comme le talk show Le Grand Journal du journaliste-présentateur Michel Denisot sur Canal+ le 25 novembre 2010 assis aux côtés des acteurs Gilles Lellouche et Roschdy Zem, il répond aux questions des intervenants sur son frère et de l'album polémique Michael à venir.
Il chante avec Tito et Jackie dans le groupe The Jacksons, Art of Madness le 13 octobre 1989, sur le plateau d'Avis de recherche du présentateur Patrick Sabatier, une présence inédite de les voir à la télévision française tant ils ont fait peu d'émissions dans l'hexagone. Cependant, c'est presque en vieil habitué de l'émission de variétés Champs-Élysées qu'il fréquente depuis les années 1980 avec Pia Zadora ou en solo à plusieurs reprises, par exemple pour son titre I Think It's Love au printemps 1986, ou une unique fois avec The Jacksons le 13 mai 1989 à l'occasion des cent ans de la Tour Eiffel au Trocadéro. Toujours dans l'émission Champs-Élysées, le samedi 12 mars 2011, accompagné de Shy'm, les deux artistes chantent une version remixée de When The Rain Begins To Fall dans une émission toujours présentée par Michel Drucker. Plus récemment, le mardi 13 novembre 2012 au journal télévisé de treize heures de France 2 présenté par la journaliste Élise Lucet, il chanta aux côtés de David Serero Autumn Leaves / Les Feuilles Mortes de Prévert ou dans l'émission de la TNT, Touche pas à mon poste ! de Cyril Hanouna, le chanteur américain reprit a cappella When The Rain Begins To Fall avec la participation comique de l'humoriste-acteur Élie Semoun.
Après The American Dream en 1992, Jermaine se relance dans la production télévisée en mettant à l'honneur les membres de sa famille dont notamment Michael Jackson pour la spéciale The Jackson family Honors à Las Vegas au MGM Grand Hotel, diffusé en février 1994 sur la NBC. Une soirée en hommage à Elizabeth Taylor et à Berry Gordy, avec de nombreuses célébrités telles que Céline Dion, Elizabeth Taylor, Gladys Knight, Smokey Robinson, Dionne Warwick, Louis Gossett Jr., Quincy Jones… Avec des chansons comme If You Only Believe, des prestations scéniques des frères Jackson et de la présence de Janet. Ce show réussit se termine en famille par le classique de Dionne Warwick, That's What Friends Are For (1985) de Burt Bacharach.
Autrement dans les années 1970, Jermaine et ses frères se retrouvent en personnage de dessin animé, le fait de se voir en personnage de cartoon dans The Jackson 5 TV Show et The New Jackson 5ive Show avec vingt-trois épisodes émaillés de quarante-six chansons du groupe est pour le jeune chanteur de l'époque l'un des grands moments de sa carrière.

### Télé-réalité et hommage planétaire
A contrario des grandes émissions de variétés ou des spéciales, la télé-réalité The Jacksons, A Family Dynasty produit avec ses frères à l'exception de Randy, est une émission à plusieurs épisodes sur la vie des Jacksons avec des projets de reformation à quatre voire à trois et de la préparation d'une tournée pour le 40e anniversaire des Jackson 5 dans l'industrie du disque, avec de plus un potentiel album à la clef en hommage à Michael. Une série d'émissions dans lesquelles vont s'incruster les inhérentes problématiques familiales dans ce discutable documentaire, tant dans sa forme que dans son fond, diffusée quelques mois seulement après la rapide disparition de Michael.
Cette production n'arrange pas la perception des téléspectateurs, dont notamment des fans de Michael Jackson, sur les frères Jackson, voire en particulier sur Jermaine, un procès d'intention relayé dans les médias et sur la toile. Les nombreux projets en hommage au frère disparu, soient à travers l'émouvant récit du bien attentionné ouvrage You are not alone - Le Vrai Michael Dans les yeux de son frère, écrit par Jermaine, les CD single avec Al Walser et les MJ All Stars ou avec Sonu Nigam et son hommage au King of pop, voire aussi par une fréquente présence dans les médias internationaux (les talks show américains, l'émouvant entretien du journal télévisé de 20h00 avec Laurent Delahousse le 19 juillet 2009, les reportages people...) pour parler de son frère disparu, amèneront par conséquent Jermaine d'être taxé d'opportunisme, à tort ou à raison par les fans du chanteur au gant blanc.
Le vibrant hommage en la mémoire de son frère le 7 juillet 2009 et l'interprétation sobre et magnifique de Smile, le classique composé par Charlie Chaplin, la chanson préférée de Michael, 
au Staples Center de Los Angeles, efface à peine les perceptions négatives et les doutes d'une partie du public sur de potentielle récupération, à bon ou à mauvais escient. Et ce en dépit de la longue et riche carrière d'un chanteur populaire que représente Jermaine Jackson dans le monde entier.
Jermaine est le premier artiste et membre de sa famille a indiquer publiquement que l'album posthume de son frère, intitulé du même nom "Michael", comporte des titres non chanté par Michael Jackson et produit par Sony Music en 2010. Par la suite, une procédure juridique, engagée par une fan, permettra de faire reconnaitre de la part de Sony que plusieurs titres ne sont pas chantés par Michael Jackson.
En janvier 2007, il participe à l'émission de télé-réalité Celebrity Big Brother, aux côtés de Jade Goody, Ken Russell, Leo Sayer et de la gagnante Shilpa Shetty. Ce sont devant les caméras cachées de la version britannique de Big Brother (le Loft Story anglais) qu'il exprime ses convictions religieuses. Exprimant humblement ses espoirs de pouvoir convertir un jour son frère Michael à l'islam, selon lui une conversion qui pourrait l'aider à guérir de ses problèmes personnels et de retrouver une paix intérieure. Durant cette émission, il rechante avec une touche d'autodérision le premier hit des Jacksons 5 I Want You Back sur une petite scène en compagnie de ses camarades colocataires, c'est-à-dire l'acteur de la série télévisée L'Agence tous risques Dirk Benedict, Shilpa Shetty, Cleo Roccas et Danielle Lloyd, se grimant au passage d'une perruque afro et d'une grosse paire de lunettes noires.

### Télé-réalité musicale
C'est dans le talk show du comédien anglais Al Murray pour le Al Murray's Happy Hour en février 2007, qu'il rencontre la présentatrice britannique Anneka Rice, connue outre-Manche pour ses défis lancés à ses invités sur la BBC et la chaîne ITV one dans son émission appelée le Challenge Anneka, en français « Le défi d'Anneka », un programme à rebondissement. La rencontre entre Rice et Jackson permet la sortie du projet humanitaire sous la forme d'une participation en duo avec Jocelyn Brown dans l'album Over The Rainbow Hospice CD le 6 juin 2007, en aide aux enfants malades au Royaume-Uni.
En 2008, le 2 novembre sur Australian Idol en Australie, il fait partie en tant que jury-invité d'un concours de chant, c'est une émission sur le même principe que Nouvelle Star sur M6, sa présence se déroule durant la semaine désignée Top Five sur les thèmes des chansons de Michael. Par ailleurs, Jermaine est l'une des vedettes de Gone Country saison 2 aux États-Unis durant l'été 2008. Avec un casting de célébrités américaines telles que la chanteuse-actrice Irene Cara, la rockstar Sebastian Bach (du groupe heavy metal nommé Skid Row), l'acteur télé Lorenzo Lamas et Sean Young, actrice du film culte Blade Runner, une émission dans laquelle les candidats sont en compétition pour devenir un chanteur de musique country, en essayant avec plus ou moins de succès de devenir le meilleur chanteur avec deux des meilleurs auteurs-compositeurs de Nashville, Billy Lawson et Anthony Smith. En plus de rencontrer des auteurs-compositeurs, ils sont en compétition dans chaque épisode avec des défis qui les testent musicalement et physiquement, afin de s'adapter à une vie de chanteur country à la fois sur et en dehors de la scène.
À la fin des deux semaines, l'artiste qui est le plus prêt à impressionner le public dit country, sera en mesure d'enregistrer et à sortir un single diffusé par une radio de musique 100 % country.
Arrivé en finale, Jermaine Jackson réussit chacun des défis et a été l'un des artistes les plus sereins lors de son interprétation scénique, il chante la ballade Loving You Is The Natural Thing To Do devant un large public.
À l'automne 2009, il participe à l'émission Move Like Michael Jackson, en étant parmi les membres du jury avec Jamelia et Mark Summers sur la BBC Three de la télévision britannique. Les vainqueurs sont le groupe de danseurs Animaineax's. Quelques mois plus tard, il préside dans un autre jury pour le même type de programme aux Pays-Bas lors de la finale du samedi 1er mai 2010 dont le vainqueur est Luciano Hiwat, un garçon âgé de 9 ans.
Le 23 novembre 2010, il participe à la finale du télé-crochet À la Recherche du Nouveau Michael Jackson d'une durée de cinq semaines sur W9 pour annoncer le nom des gagnants qui sont désignés par un jury de professionnels, c'est-à-dire par la danseuse et chorégraphe Marie Courchinoux de This Is It, l'acteur-chanteur et producteur de musique Rachid Ferrache et le producteur de disque Frank Véron. Ce sont sous les yeux de Jermaine qu'Alon, Enzo et Djenava sont les gagnants de la finale. Une victoire qui leur permet de participer plus tard au spectacle Génération Moonwalk, consacrée au « Roi de la Pop ».
Quelques mois plus tard, en juin 2011, Jermaine est présent au Zénith de Paris pour le spectacle Génération Moonwalk avec un collectif d’artistes, c'est un concert hommage à son frère dans lequel il interprète sur scène les plus grands tubes des Jackson 5 et ceux de Michael Jackson.

## Vie privée et famille

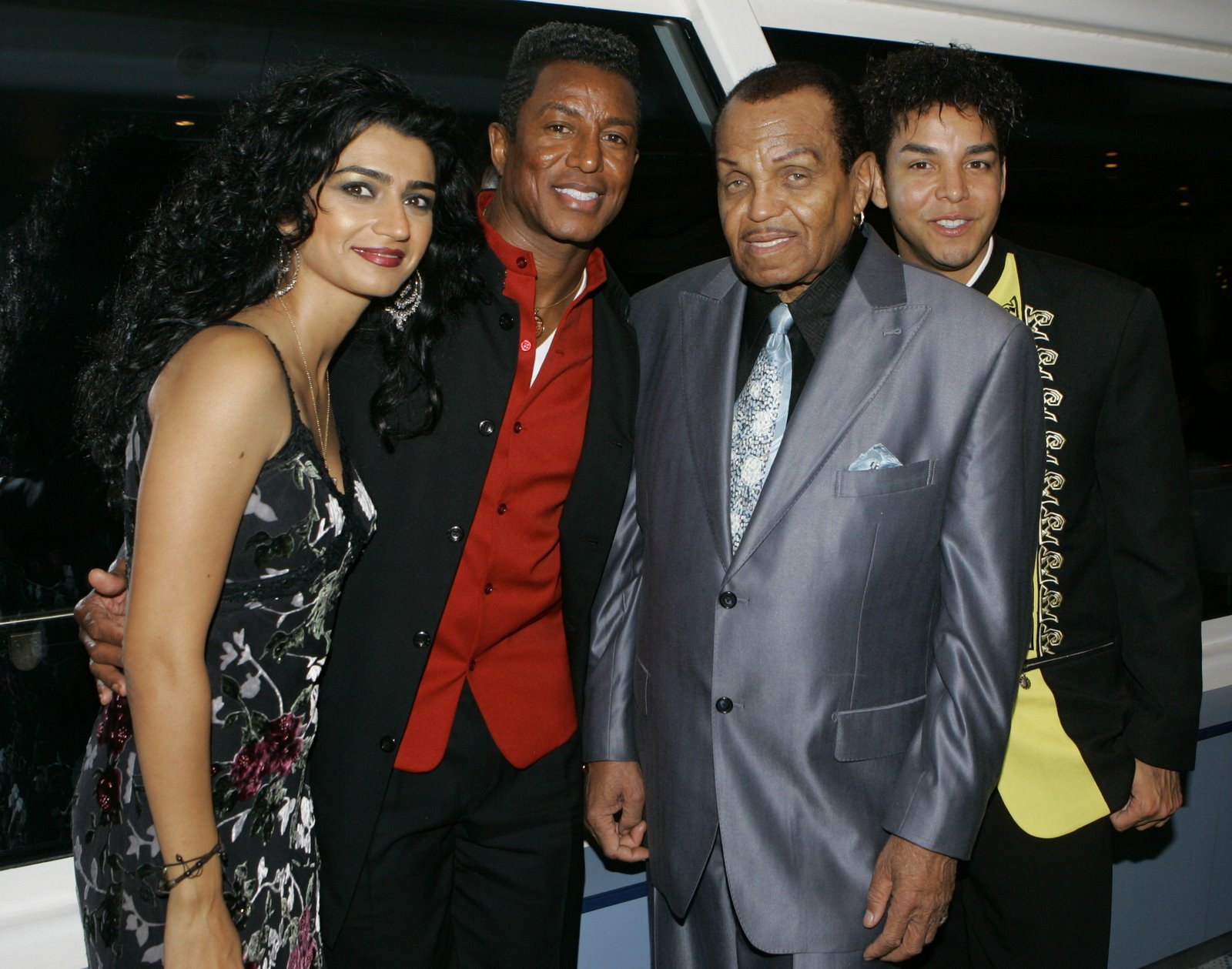
Les Jackson : (de gauche à droite) Halima Rashid-Jackson, Jermaine Jackson, Joseph Jackson et Taj Jackson en 2007.

En plus de son activité professionnelle, Jermaine Jackson a continué sa scolarité en sortant diplômé de la Birmingham High School en 1973, une école publique mixte basé dans le quartier de Van Nuys à Los Angeles, Californie.
Le 15 décembre 1973, Jermaine Jackson épouse Hazel Gordy, la fille de Berry Gordy, avec qui il a eu trois enfants : Jermaine La Jaune Jackson, Jr. (1977 - il lui dédiera son album Feel the Fire), Autumn Joy Jackson (1978 - il lui dédiera son album Frontiers), Jaimy Jackson (1987). Durant son mariage avec Hazel il a entretenu une liaison avec Margaret Maldonado avec qui il a deux enfants : Jeremy Jackson (1986) et Jourdynn Jackson (1989). Il se sépare de Margaret en 1995.
Après cette séparation, il démarre une relation avec Alejandra Genevieve Oaziaza, qui a déjà deux enfants de son frère Randy. Avec Jermaine, elle aura trois enfants : Donte Randall Jackson (par adoption, né en 1992), Jaafar Jeremiah Jackson (né en 1996), et Jermajesty Jackson (né en 2000).
En 2004, Jermaine épouse Halima Rashid.
Sur un plan confessionnel, il a été témoin de Jéhovah suivant les croyances de sa mère, fervente croyante. Jermaine Jackson s'est converti à l'islam depuis un voyage effectué au Bahreïn en 1992, son nom musulman est Mouhammad Abdu al Aziz.
Il soutient son frère Michael Jackson en 2005 lors de son procès pour maltraitance infantile. Il est venu à la défense de Michael dans le talk show du renommé Larry King sur CNN et est apparu avec lui au tribunal à plusieurs reprises en lui donnant une garde rapprochée pour sa sécurité.
Le 25 juin 2009, il tient une conférence de presse à Ronald Reagan UCLA Medical Center et c'est en pleurs qu'il annonce aux médias le décès de son frère Michael Jackson.

## Engagement humanitaire
Depuis quelques années, Jermaine Jackson est le fondateur et le président de la fondation EarthCare International, l'organisation mondiale travaille et lutte contre les problèmes liés au virus du sida et à son épidémie dans le monde entier. Il est impliqué aussi dans plusieurs projets caritatifs et a travaillé sur des projets pour aider les enfants orphelins dans le monde entier. Parmi les autres pays, il a visité le Bangladesh dans le cadre de son travail pour amasser des fonds et aider les enfants.
Depuis 2011, Il fait partie de l'équipe UK Open Learning et du soutien The Jermaine Jackson Scholarship qui aident les jeunes gens de tout statuts de 16 à 24 ans à subvenir aux besoins financiers de leurs scolarités notamment au sujet de l'apprentissage à distance au Royaume-Uni en proposant une large gamme de cours, sur la garde d'enfants, la santé et sur la remise en forme ou sur la conception de site web.

## Discographie
Albums studio
- Jermaine (1972)
- Come into My Life (1973)
- My Name Is Jermaine (1976)
- Feel the Fire (1977)
- Frontiers (1978)
- Let's Get Serious (1980)
- Jermaine (1980)
- I Like Your Style (1981)
- Let Me Tickle Your Fancy (1982)
- Dynamite (1984)
- Precious Moments (1986)
- Don't Take It Personal (1989)
- You Said (1991)
- I Wish You L.O.V.E (2012)

## Filmographie
- Save the children (1972), les Jackson 5 apparaissent sur la bande sonore du film-documentaire[164].
- The voyage of the rock aliens (1984) de James Fargo et Bob Giraldi dans le rôle de Rain.
- Longshot (2001) de Lionel C. Martin dans son propre rôle.

## Talent artistique et reconnaissances

### Richesse et dextérité artistiques
Chanteur en principe catalogué pop, bassiste de talent reconnu, il enfile avec une apparente facilité et discrétion pratiquement tous les styles musicaux. Passant allègrement de la soul, pop, pop-rock, disco-pop, disco et funk auprès de la prestigieuse maison de disque Motown, puis dans les années 1980 à la funk, pop, électro-funk, ballade pop ou au new jack swing lors des différentes sessions d'enregistrements dans les studios d'Arista Records ou comme de la house-disco lors de son dernier titre chez Universal.
Il a entrepris des duos ou des featurings avec des chanteuses et des chanteurs aux tessitures de voix si différentes et/ou d'une richesse artistique reconnue : Michael Jackson, Stevie Wonder, Syreeta Wright, Whitney Houston, Rita Coolidge, Barry White, Jocelyn Brown, Theresa Rhodes, etc.   	
Ces choix musicaux parfois à contre-courant relèvent presque de l'inédit pour un chanteur noir éduqué initialement à la pop et à la soul de la Motown avec des collaborations comme avec le groupe new wave Devo en 1982 ou avec la chanteuse rock country Rita Coolidge en 1983. Il a travaillé avec Rodney Crowell, compositeur de country rock, sur les chansons Give A Little Love et Words Into Action pour l'album Precious Moments en 1986. Il a joué de la basse avec le chanteur de gospel Doc McFenzie en 2003 ou plus récemment en 2008 sur la télé-réalité musicale dans Gone Country 2 dans laquelle il a exploré la musique country en chantant Loving You Is The Natural Thing To Do une chanson coécrite avec les paroliers de Nashville, Billy Lawson et Anthony Smith. Une diversité et une richesse musicales qui attestent d'une adaptation musicale digne des plus grands chanteurs dont le répertoire est sous-estimé.

### Distinctions
- 1970 :
  - Le National Association for the Advancement of Colored People's Image Award, récompense les Jackson 5 pour le meilleur groupe de chanteur (1970).
  - La revue Sixteen Magazine pour ses Sixteen magazine's Gold Star Award, les récompense en tant que le meilleur groupe de l'année et pour le meilleur disque de l'année avec I'll Be There (1970)[166].
- 1971 :
  - Le National Association of Recordings Arts and Sciences Award récompensent les Jacksons 5, pour la meilleure chanson pop de l'année, ABC (1971)[167].
  - Le 16 mars 1971, aux Grammy Awards, les Jackson 5 sont nommés le meilleur groupe vocal contemporain (Best Contemporary Vocal Group) avec la chanson ABC, dont aussi The Beatles, The Carpenters, Chicago et Simon and Garfunkel[168].
- 1972 : le Congrès Américain donne une mention spéciale aux Jackson 5 en tant que modèles positifs pour la jeunesse[169].
- 1981 :
  - Il reçoit une nomination lors de ces 23e Grammy Award pour la meilleure performance vocale masculine en Rhythm & Blues pour l'album Let's Get Serious (1980)[170].
  - Il reçoit le Golden Prize de musique de Tokyo en mars 1981 pour la chanson You Like Me, Don't You?[28].
- 1988 : il reçoit un Diamond Award pour son album Precious moments (1986) avec le groupe les Commodores[171].
- 1993 : il est nommé aux Emmy Awards 1993 pour la mini-séries The Jacksons: An American Dream (1992) en tant que producteur exécutif, une nomination partagée avec Stan Margulies, Suzanne De Passe, Joyce Eliason et Margaret Maldonado Jackson[172].
- 1997 : les Jackson Five ont été intronisés au Rock and Roll Hall of Fame. En outre, deux de ses chansons, ABC et I Want You Back, sont parmi les Rock 'n' Roll Hall Fame des 500 morceaux de l'histoire du Rock and Roll[173],[174].
- 1999 : le groupe est intronisé parmi le Hall of fame des groupes vocaux (Vocal Group Hall of Fame)[175].
- 2008 : le 8 septembre, The Jacksons sont honorés aux BMI Icons Annual en recevant un BMI Urban Awards pour leur influence et leur créativité musicale[176].
- 2011 : le Grammy Hall Of Fame intronise la chanson des Jackson 5 I'll Be There[177].